# Acontia agacinoi
Acontia agacinoi är en fjärilsart som beskrevs av Charles E. Rungs 1945. Acontia agacinoi ingår i släktet Acontia och familjen nattflyn. Inga underarter finns listade i Catalogue of Life.